# Anatòlia

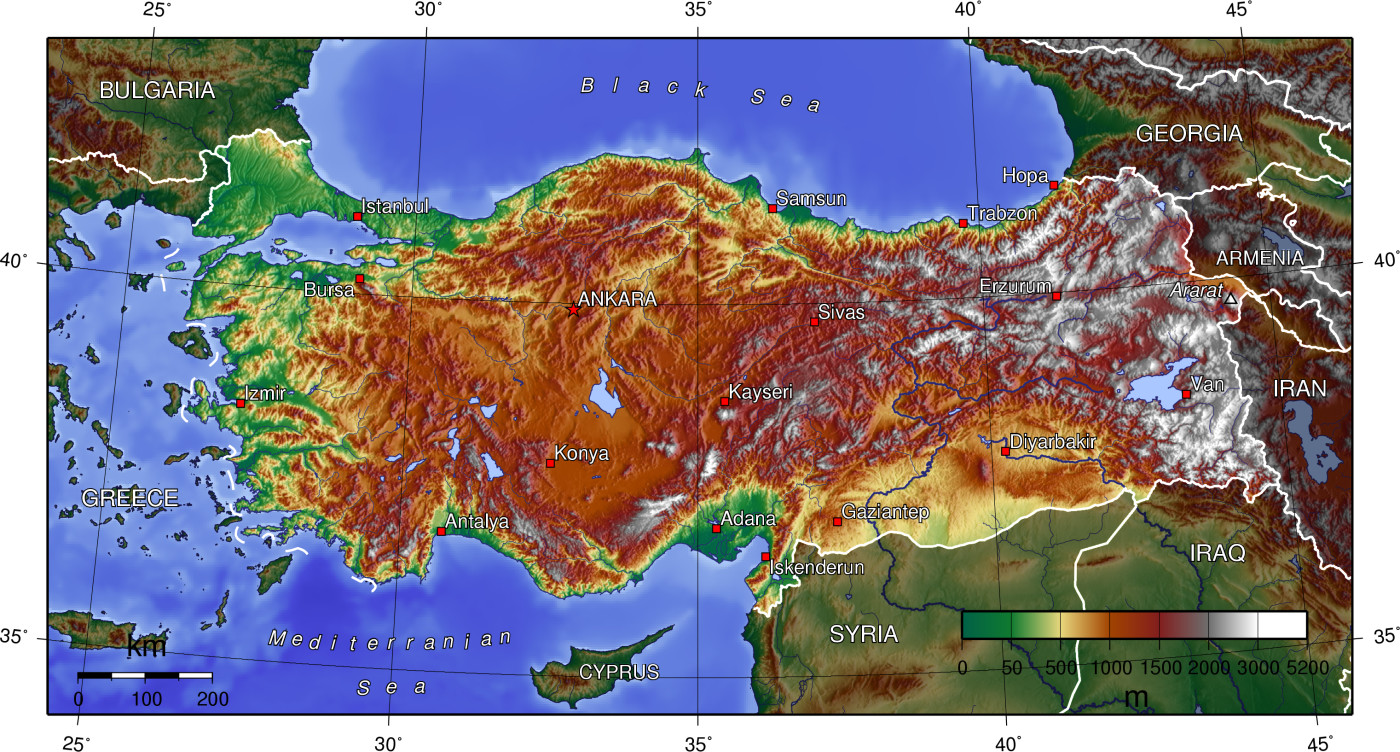
La península d'Anatòlia i la resta de Turquia

Anatòlia (del grec Anatolē, ανατολή, que significa literalment ‘Orient’ o ‘Llevant’) (en català medieval: Natolí), també coneguda com a Àsia Menor, que era com l'anomenaven els antics romans (del llatí Asia Minor), és una península del sud-oest d'Àsia. Forma la major part del territori asiàtic de Turquia, on, en idioma turc s'anomena Anadolu. La península ocupa una superfície de 779.452 km² i topogràficament està formada per un altiplà central, l'altitud del qual augmenta d'oest a est fins a arribar, a l'extrem oriental, al voltant dels 2.000 m. Limita al nord amb la mar Negra, a l'est amb les serralades del Taure, al sud amb la mar Mediterrània i a l'oest amb la mar Egea i la mar de Màrmara. L'estret del Bòsfor separa la península de la part europea de Turquia.

## Geografia
La península d'Anatòlia limita al nord amb el mar Negre, el mar Mediterrani al sud, el mar Egeu (un braç del Mediterrani) a l'oest, i la resta del continent asiàtic a l'est.
El terreny d'Anatòlia és geogràficament complex. Un massís central compost per zones elevades i d'altres d'enfonsades, cobert per dipòsits recents i donant l'aparença d'un altiplà de terreny aspre, es troba entre dues serralades plegades que convergeixen cap a l'est. La zones de terres baixes es redueixen a unes franges costaneres estretes al llarg del mar Negre i costes del mar Mediterrani. És rara la zona de terres planes o suaument inclinades, confinades als deltes del riu de Kizil, les planes costaneres de Çukurova, i les valls del riu Gediz i del riu Büyük Menderes, i algunes planes altes interiors, principalment al voltant de Tuz Gölü (el llac de Sal) i Konya Ovasi (la cubeta de Konya).

## Història

### Origen i antiguitat

Regions d'Anatòlia en l'antiguitat

Anatòlia ha vist desenvolupar diverses cultures des de la prehistòria. Entre els jaciments del Neolític, destaquen Çatal Hüyük, Çayönü, Nevali Çori, Hacilar, Göbekli Tepe i Mersin. L'ocupació del jaciment mític de Troia, a l'oest d'Anatòlia, també es va iniciar durant el Neolític.
Entre les civilitzacions i els pobles que es van assentar o van conquerir Anatòlia cal esmentar: els hitites, els frigis, els cimeris, els perses, els gàlates, els celtes, els grecs, els romans, els armenis, els gots, l'Imperi Romà d'Orient i l'Imperi Otomà.
En aquesta península va ocórrer la Guerra de Troia, en la qual, segons la llegenda, una unió de grecs dirigits per Agamèmnon va vèncer els troians dirigits per Hèctor.
L'est d'Anatòlia conté les més antigues estructures monumentals del món. Per exemple, les estructures monumentals de Göbekli Tepe van ser construïdes per caçadors i recol·lectors mil anys abans del desenvolupament de l'agricultura. Aquesta part d'Anatòlia és una regió del cor de la revolució neolítica, una de les primeres àrees en què els humans van domesticar plantes i animals. Jaciments neolítics com Çatalhöyük, Çayönü, Nevali Çori i Hacilar representen part dels pobles agricultors més antics del món coneguts. Els primers registres històrics d'Anatòlia són de l'Imperi accadi amb Sargon al segle xxiv aC. La regió era famosa per l'exportació de diverses matèries primeres. L'Imperi assiri va comerciar amb aquests recursos, especialment amb plata. Un dels registres cuneïformes assiris trobats a Anatòlia, a Kanesh, utilitza un avançat sistema de càlculs comercials.
A diferència dels accadis i els assiris, les possessions a Anatòlia van ser perifèriques respecte a les seves terres centrals a Mesopotàmia; els hitites es van centrar a Hattusa, al nord-oest d'Anatòlia central. Ells van ser els parlants d'una llengua indoeuropea coneguda com la "llengua de Nesa". Originaris de Nesa, van conquerir Hattusa al segle xviii aC, imposant-se en una població de parla hurrita. Durant l'edat del bronze, van crear un imperi, l'Imperi Hitita, que va assolir el seu apogeu al segle xiv aC. L'imperi abastava gran part d'Anatòlia, el nord-oest de Síria i Mesopotàmia superior. Després del 1180 aC, l'imperi es va desintegrar en diversos estats independents "neohitites". L'antiga Anatòlia és subdividida pels estudiosos moderns en diverses regions com Lídia, Lícia, Cària, Misia, Bitínia, Frígia, Galàcia, Licaònia, Pisídia, Paflagònia, Cilícia i Capadòcia.
A partir del col·lapse del final de l'edat del bronze, la costa occidental d'Anatòlia va ser poblada per grecs jònics. Durant diversos segles, nombroses ciutats estat gregues es van establir a les costes d'Anatòlia. Els grecs van iniciar la filosofia occidental a la costa occidental d'Anatòlia (la filosofia presocràtica). Al segle vi aC, la major part d'Anatòlia va ser conquerida per l'Imperi Aquemènida. Al segle iv aC, Alexandre el Gran va conquerir la península. Després de la seva mort i la dissolució del seu imperi, Anatòlia va quedar governada per una sèrie de regnes hel·lenístics. Dos-cents anys més tard, l'oest i el centre d'Anatòlia va estar sota control romà, però va continuar sent fortament influenciada per la cultura hel·lènica. Al segle i aC, els armenis van establir-hi el regne armeni de Tigran, que va regnar gran part de l'est d'Anatòlia entre el mar Caspi, el mar Negre i el mar Mediterrani.
Anatòlia és coneguda com el bressol de la moneda com a mitjà de canvi (en algun moment del segle xvii aC), que va florir durant les èpoques grega i romana.

### Períodes medieval i renaixentista
Després de la divisió de l'Imperi Romà, Anatòlia va esdevenir part de l'Imperi Romà d'Orient. El control romà d'Orient va ser desafiat per les incursions àrabs des del segle vii, però als segles ix i x en un ressorgiment de l'Imperi Romà d'Orient, aquest recuperà els seus territoris perduts i, fins i tot, es va expandir més enllà de les seves fronteres recents, a Armènia i Síria. Després de la batalla de Mantziciert, el 1071, els turcs seljúcides van avançar a través d'Anatòlia, i quedà gairebé conquerida el 1080.
La llengua turca i la religió islàmica es van introduir gradualment com a resultat de la conquesta seljúcida. Aquest període va marcar el començament de la lenta transició d'Anatòlia de majoria cristiana i de parla grega, a ser de majoria musulmana i de parla turca. Al segle següent, els romans d'Orient van aconseguir reafirmar el seu control a l'oest i el nord d'Anatòlia. El control d'Anatòlia es va dividir entre l'Imperi Romà d'Orient i el Soldanat de Rum, amb els territoris romans d'Orient reduint-se gradualment.
El 1255, els mongols es van estendre pel centre i per l'est d'Anatòlia, i hi romandrien fins al 1335. La guarnició de l'Iljanat es va estacionar a prop d'Ankara.
A finals del segle xiv, la major part d'Anatòlia va estar controlada pels beilicats d'Anatòlia. Els beilicats turcmans estaven sota el control dels mongols, almenys nominalment, durant la decadència dels soldans seljúcides. Els beilicats no van encunyar monedes amb els noms dels seus propis líders mentre van romandre sota la sobirania de l'Ilkanat. Osman va ser el primer governant turc que va encunyar monedes amb el seu nom el 1320, amb la inscripció "encunyada pel fill d'Osman d'Ertugul". Atès que, en la pràctica, l'encunyació de monedes era una prerrogativa concedida en els territoris islàmics només per als sobirans, es pot considerar que Osman es va independitzar dels mongols. Després de la caiguda de l'Il-kanat, entorn del 1335-1353, el llegat de l'Imperi Mongol a la regió va ser la dinastia uigur Eretna, que va ser enderrocada per Kadi Burhan al-Din el 1381. Entre els turcmans líders dels otomans va sorgir un gran poder al voltant d'Osman i el seu fill Orhan I. Esmirna va ser conquerida el 1330, i l'última possessió romana d'Orient, Filadelfia (l'actual Alasehir), va caure el 1390. Els beilicats d'Anatòlia van ser, al seu torn, absorbits per l'augment de l'Imperi Otomà al segle xv. Els otomans van completar la conquesta de la península el 1517 amb la presa d'Halicarnàs (Bodrum) dels Cavallers de Sant Joan (hospitalers).

### Època contemporània
Amb el començament de la lenta decadència de l'Imperi Otomà al segle xix, i com a resultat de les polítiques expansionistes de la Imperi Rus al Caucas, moltes de les nacions musulmanes i els grups en aquesta regió, principalment circassians, tàrtars, àzeris, lezgis, txetxens, i diversos grups turcs, van abandonar les seves terres ancestrals i es van establir a Anatòlia. A mesura que l'Imperi Otomà continuava fragmentant-se durant la Guerra dels Balcans, gran part de la població no cristiana de les seves antigues possessions, sobretot els musulmans dels Balcans, van acudir en massa a Anatòlia i van ser reubicats en diferents llocs, sobretot als antics pobles cristians al llarg d'Anatòlia.
Anatòlia es va mantenir multiètnica fins a principis del segle xx. Durant la Primera Guerra Mundial, el genocidi armeni, el genocidi grec (especialment al Ponto), i el genocidi assiri van eliminar gairebé totalment les poblacions armènia i assíria d'Anatòlia, així com una gran part de la seva població ètnica grega. Després de la Guerra greco-turca (1919-1922), tots els grups ètnics grecs restants a Anatòlia van ser expulsats durant l'intercanvi de població entre Grècia i Turquia, el 1923. Durant la fundació de la República de Turquia, el 1923, Anatòlia va esdevenir turca, i eren els seus habitants, principalment turcs i kurds.